# Ken Utsui
Ken Utsui (jap. 宇津井健 Utsui Ken; ur. 24 października 1931 w Tokio, zm. 14 marca 2014 tamże) – japoński aktor teatralny, filmowy i telewizyjny.

## Życiorys
W czasie szkoły podstawowej pod wpływem swojej babci nauczył się tańca japońskiego. Uczęszczał na Wydział Literacki i Wydział Sztuki Uniwersytetu Waseda. W 1952 wstąpił do trupy teatralnej Haiyūza i wkrótce został wybrany do roli Tokizo w filmie Shishun no izumi wyprodukowanym przez Haiyūza. W 1954 podpisał kontrakt z wytwórnią filmową Shintoho i zagrał w 60 filmach, w tym w serii Super Giant wcielając się w kosmitę, który chroni ziemię i zyskuje popularność wśród dzieci. W 1961 po bankructwie Shintoho przeszedł do Daiei Film i zagrał w kolejnych 52 filmach, w tym samym roku ożenił się z Chieko (później przemianowaną na Yurie). Od połowy lat 60. zaczął także pracować w telewizji występując w wielu serialach telewizyjnych, zwłaszcza w serialach detektywistycznych takich jak Tōkyō keibi shirei Za gâdoman. W 1971 został przeniesiony do niezależnej telewizji Daiei. W 1974 zagrał w serialu TBS Akai meiro z Momoe Yamaguchi jako jego ojciec. W kwietniu 2006 jego żona Megumi Yuri zmarła na raka wątroby. 14 marca 2014 w wieku 82 lat zmarł z powodu przewlekłej niewydolności oddechowej. W dniu swojej śmierci złożył wniosek o rejestrację małżeństwa z Fumie Kase, która wówczas prowadziła restaurację w Nagoja.

## Filmografia
- Shishun no izumi (1953) jako Tokizo
- Siedmiu samurajów (Shichinin no samurai, 1954) niewymieniony w czołówce
- Ningen Gyorai Kaiten (1955)
- Issun bōshi (1955)
- Seishun kaidan (1955)
- Haha no uta (1955)
- Haha no kyoku (1955) jako Kenji Kagami
- Tasogare sakaba (1955) jako Masumi
- Santashain no onna hisho (1955)
- Kimi hitosuji ni (1956)
- Kuronekokan ni Kieta Otoko (1956) jako Shinichirō Arima
- Kengo tai goketsu: Homare no kessen (1956)
- Zoku kimi hitosuji ni (1956)
- Onna shinju-ō no fukushū (1956) jako Yoshio KIzaki
- Kimi hitosuji ni kanketsuhen (1956)
- Seiki no shōhai (1956)
- Hatoba no ōja (1956) jako Saburō Mizuno
- Bōryoku no ōja (1956)
- Bōryoku no geisha (1956)
- Umi no santōhei (1957)
- Keisatsu kan (1957)
- Ringu no ōja: Eikō no sekai (1957)
- Sûpâ jaiantsu (1957) jako Super Giant
- Zoku sûpâ jaiantsu (1957) jako Super Giant
- Sûpâ jaiantsu - Kaiseijin no majō (1957) jako Super Giant
- Sûpâ jaiantsu - Chikyû metsubō sunzen (1957) jako Super Giant
- Nikutai joyû-goroshi: Go-nin no hanzaisha (1957) jako Kōji Nishimura
- Sûpâ jaiantsu - Jinkō eisei to jinrui no hametsu (1957) jako Super Giant
- Sen'un Ajia no joō (1957)
- Sûpâ jaiantsu - Uchûtei to jinkō eisei gekitotsu (1958) jako Super Giant
- Nyotai sanbashi (1958)
- Sûpâ jaiantsu - Uchû kaijin shutsugen (1958) jako Super Giant
- Hitogui Ama (1958) jako Gorō Negishi
- Shirosen himitsu chitai (1958) jako Detektyw Tashiro
- Zoku shin nihon chan dochu Higashi nihon no maki (1958) gra wideo
- Joōbachi no ikari (1958) jako Hurricane no Masa
- Bakushō ōza seifuku (1958) jako Cabaret no Seinen
- Kûnyan to gonin no totsugekihei (1958)
- Senjō no nadeshiko (1959)
- Zoku sûpâ jaiantsu - Akuma no keshin (1959) jako Super Giant / Ippei Ōgai
- Zoku Super jaiantsu - Dokuga ōkoku (1959) jako Super Giant
- Mofubuki no shito (1959) jako Gorō Kasuya
- Nippon romansu ryokō (1959)
- Gunshin Yamamoto gensui to Rengō kantai (1959)
- Ningen no kabe (1959)
- Raiden (1959) jako Tarokichi
- Zoku Raiden (1959) jako Tarokichi
- Azarashi no ō (1959) jako Azarashi no Tatsu
- Tokaido Yaji Kita chan dochu (1959)
- Chikateikoku no shikeishitsu (1960)
- Taiheiyō sensō: Nazo no senkan mutsu (1960)
- Onna to inochi o kakete buttobase (1960) jako Kazuo Matsuzaki
- Shōjozuma: Osoru beki jûroku sai (1960)
- Yaji Kita chan dochu Naka sendo no maki (1960)
- Dogō suru kyodan (1960)
- Tōkaidō Hijō Keikai (1960) jako Ichirō Yamauchi
- Maboroshi Tantei: Yūreitō no Daima Jutsuda (1960)
- Maboroshi Tantei: Kyōfu no uchûjin (1960)
- Hangyakuji (1960)
- Ren'ai zubari kōza - Dai-ni-wa: Yowak (1961) jako Kierownik straży pożarnej - dyrygent
- Dare yori-mo kane o aisu (1961)
- Matsukawa-Jiken (1961)
- Nendo no omen yori: kaachan (1961) jako Policjant
- Tōkyō no Yoru wa Naiteiru (1961) jako Masaya Taki
- Kenshin (1961) jako Kei Kashiwagi
- Shitto (1962)
- Yûkai (1962) jako Senichirō Hyakutani
- Nessa no tsuki (1962)
- Nagadosu chûshingura (1962)
- Aobajō no oni (1962) jako Yamatonokami Kuze
- Akiko (1962)
- Shin no shikōtei (1962) jako Crown Prince Tan
- Yōki na tono-sama (1962)
- Yatchaba no Onna (1962)
- Kuro no hōkokusho (1963) jako Akira Kido
- Ankokugai No. 1 (1963)
- Ōnmi (1963)
- Kyojin Ōkuma Shigenobu (1963) jako Shigenobu Ōkuma
- Hachigatsu umare no Onna (1963)
- Fûsoku nanajû-go mêtoru (1963)
- Yarareru mae ni yare (1964)
- Kino kieta otoko (1964) jako Ohashi
- Kuro no kirifuda (1964)
- Meiji taitei goichidaiki (1964)
- Shiawasa nara te o tatake (1964)
- Kenji Kirishima Saburō (1964) jako Saburō Kirishima
- Kaitei hanzai #1 (1964)
- Hanzai kyoshitsu (1964)
- Dai sōsamō (1965)
- Onna mekura monogatari (1965)
- Attack from Space (1965) jako Gwiezdny człowiek
- Atomic Rulers (1965) jako Super Giant / Gwiezdny człowiek
- Tōkyō keibi shirei The Guardman (1965)
- Invaders from Space (1965) jako Gwiezdny człowiek
- Muhōmatsu no isshō (1965) jako Kotarō Yoshioka
- The Guardman: Tokyo yōjimbō (1965) jako Takakura
- The Guardman: Tokyo ninja (1965)
- Kumo o yobu kōdōkan (1965)
- Gadoman (1965)
- Zły mózg z kosmosu (Evil Brain from Outer Space, 1966) Super Giant / Gwiezdny człowiek
- The Guardman: Tokyo Ninja Butai (1966) jako Takakura
- Satsujinsha (1966)
- Gontakure (1966) jako Daisuke Taki
- Mały zbieg (Chiisai Tōbōsha, 1966) jako Nauczyciel Tabata
- Umî no G-Men: taiheiyō no yojinbō (1967) jako Keiichi Kohinata
- Jet F-104 dassyutsu seyo (1968)
- Rikugun hayabusa sentotai (1969)
- Aa, kaigun (1970)ō
- Boku wa gosai (1970)
- Tampopo (1973) jako Gen
- Akai meiro (1974) 1 odcinek
- Super ekspres w niebezpieczeństwie (Shinkansen daibakuha, 1975) jako Kuramochi
- Akai giwaku (1975)
- Akai unmei (1976)
- Akai gekiryû (1977) jako Takeshi Osawa
- Akai shisen (1980) jako Middele Aged Gentleman
- Himawari no uta (1981)
- Kuroi fukuin: Shinpu no giwaku (1984) jako Fujisawa
- Shoujo ni Nani ga Okotta ka (1985) jako Tajemniczy mężczyzna
- Inochi (1986) 1 odcinek
- Asobi ja nai no yo, kono koi wa (1986) jako Ojciec Kaoru'sa
- Panda monogatari (1988)
- Nobunaga: King of Zipangu (1992) 1 odcinek
- Piano (1994)
- Ryuutsuu sensou (1998)
- Hipnoza (Saimin, 1999) jako Sakurai
- Shin'ya zōki (1999) jako Osoba prowadząca kwiz
- Aoi tokugawa sandai (2000)
- Mukodono! (2001) jako Arai Masumi (12 odcinków)
- Pretty Girls (2002) jako Ryotaro Takamine (9 odcinków)
- Gokusen (2002-2008) jako Ryuichiro Kuroda (13 odcinków)
- Shiberia Chōtokkyû 3 (2003) jako Denzo Miyagi
- Okâsan to issho (2003) jako Wataru ōbayashi
- Umi no orugōru (2003) jako Dziadek Teruyo'sa
- Hatsu tsubomi (2003)
- Shinibana (2004)
- Tobi ga kururi to (2005) jako Sadayoshi Iketani
- Daiteiden no yoru ni (2005)
- Kiken na Aneki (2005) jako Gentaro Minagawa (10 odcinków)
- Kyōto chiken no onna (2006) 1 odcinek
- Wataru seken wa oni bakari (2006-2011) jako Fsikichi okakura
- Bibō no Mesu Nōshinkeigekai Tsuyama Keiko (2007)
- Ten to sen (2007)
- Mari to koinu no monogatari (2007)
- Tenchijin (2009) 1 odcinek
- Gokusen: The Movie (2009) jako Ryuichiro Kuroda
- Shizumanu taiyō (2009) jako Seiichiro Sakaguchi
- Sararîman Kintarō (2010) 1 odcinek
- Gekai Suma Hisayoshi (2010)
- Chansu (2010) jako Senjiro (6 odcinków)
- Ougon no buta (2010) jako Isao Kurume (9 odcinków)
- Aibō (2010) 1 odcinek
- Aibō: Gekijō-ban II (2010) jako Kaneko
- Home: Itoshi no Zashiki Warashi (2012)
- Toshi densetsu no onna (2012) jako Oguri Ryutaro (5 odcinków)
- Shigunaru: Getsuyōbi no Ruka (2012)
- Aibou shirîzu: X Day (2013) jako Fumio Kaneko
- Gekijouban Taimu sukûpu hantâ: Azuchijou Saigo no 1-nichi (2013)

## Nagrody
China TV Golden Eagle Award
- Wygrana (Golden Eagle) w kategorii Najlepszy aktor zagraniczny za Akai giwaku (1985)[2]